# Orthacanthacris humilicrus
Orthacanthacris humilicrus är en insektsart som först beskrevs av Karsch 1896.  Orthacanthacris humilicrus ingår i släktet Orthacanthacris och familjen gräshoppor. Inga underarter finns listade i Catalogue of Life.